# Incunabula Short Title Catalogue

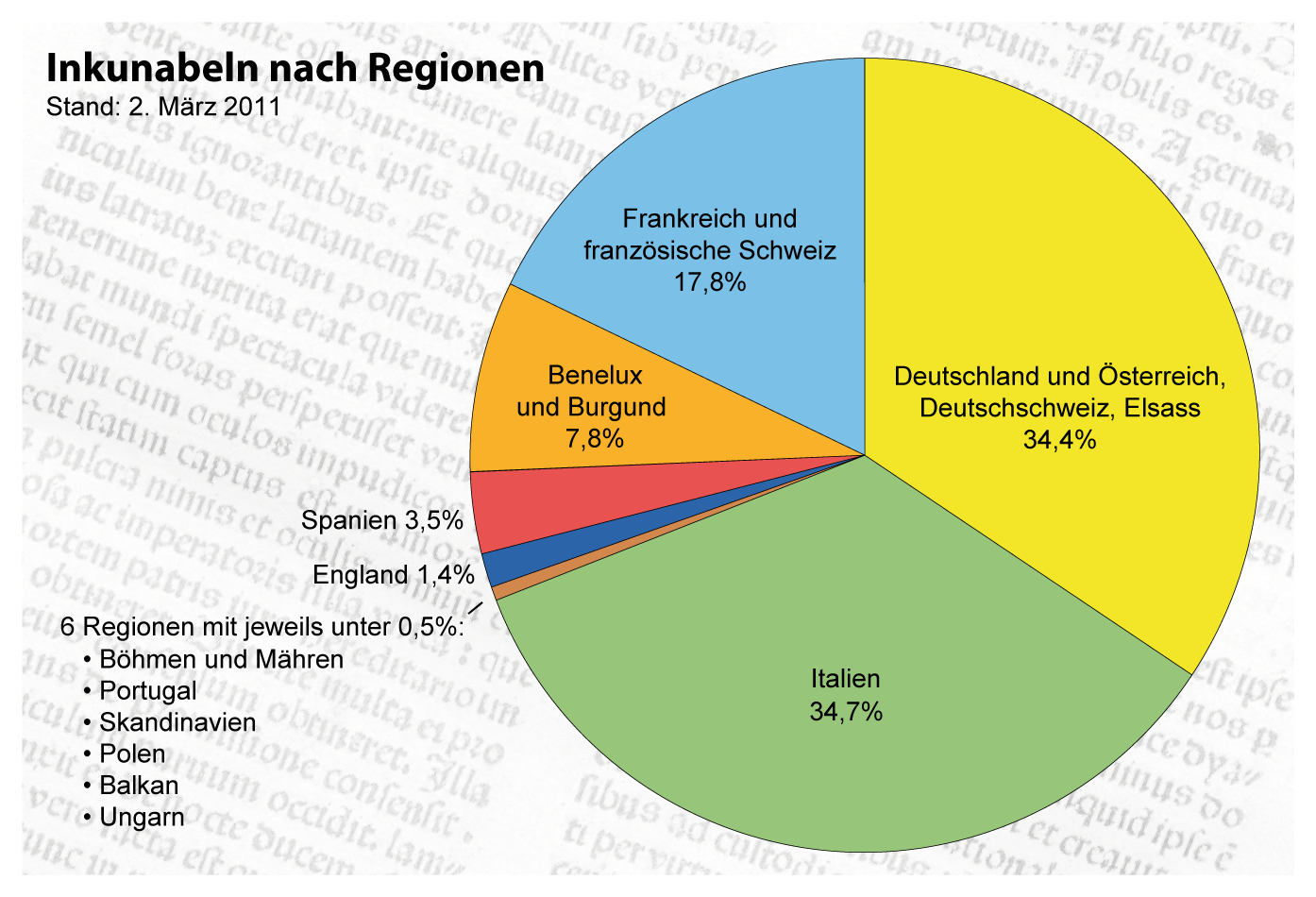
Distribución por regiones de los incunables que aparecen en el ISTC.

El Incunabula Short Title Catalogue o ISTC (en español, Catálogo Abreviado de Títulos de Incunables) es el proyecto de creación de un catálogo internacional de incunables, supervisado por la Biblioteca Británica.  
El trabajo en el ISTC comenzó en 1980 y desde el principio se orientó hacia la entrada de datos electrónicos del catálogo y hacia la integración de datos de varios catálogos nacionales de incunables existentes.  
El ISTC reúne hoy las entradas de los catálogos de incunables más importantes de Europa y América del Norte, y se ve a sí mismo esencialmente como un meta-catálogo. Las entradas del ISTC son notablemente más cortas que las del Gesamtkatalog der Wiegendrucke (GW) iniciado en 1925; sin embargo, por su enfoque diferente, el ISTC tiene una mayor cobertura. 

## Historia

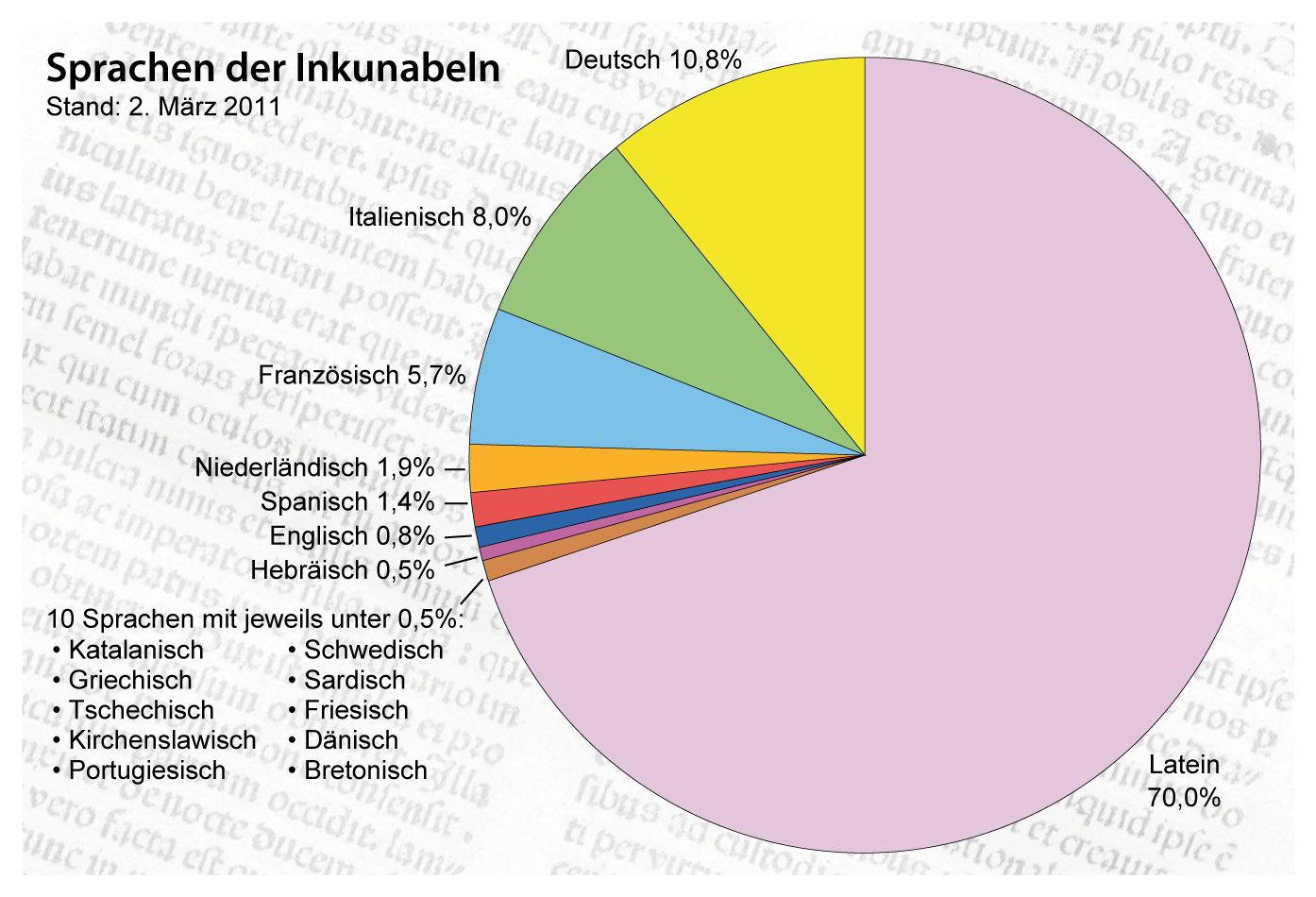
Distribución por idioma de los incunables ISTC.

Fue en 1980 cuando Lotte Hellinga-Querido, especialista en incunables y colaboradora de la Biblioteca Británica, puso en marcha un proyecto para la elaboración de un catálogo resumen de títulos de incunables. Eligió el catálogo Incunabula in American Libraries (1964) de Frederick R. Goff (1916-1982) como documento de partida. Las entradas de este catálogo de Goff son muy breves, pero contiene una gran cantidad de entradas en un formato muy estandarizado. Es este segundo aspecto el que se adapta al proyecto de entrada electrónica en formato MARC. Tras haber obtenido la autorización de los beneficiarios, el catálogo de Goff fue incautado íntegramente. Los catálogos que se procesaron posteriormente fueron el Index generale degli incunaboli delle biblioteche d'Italia italiano (IGI), el Incunable holandés en las bibliotecas holandesas (IDL) y el Catálogo de libros impresos en el siglo XV de las bibliotecas en Bélgica. Las nuevas entradas proceden de Inkunabelkatalog der Bayerischen Staatsbibliothek (BSB-Ink), cuyos colaboradores utilizan el ISTC como base de trabajo.

## Alcance
El número de incunables, por tanto de obras impresas entre 1455 y 1500 con tipos móviles, se estima en 27.500. Ninguno de los catálogos impresos contiene más del 60% de estas obras: la GW tenía en el año 2000 más de 12.000 entradas, el Goff casi 13.000 y el catálogo de Ludwig Hain más de 16.000. En comparación, la edición en CD-ROM de ISTC contiene 26.550 entradas. Entre estos, sin embargo, hay duplicados aislados de modo que la cobertura no es del 95%.
Los principales contribuyentes son la Biblioteca Británica en Londres, la Biblioteca Estatal de Baviera en Múnich, la Biblioteca Nazionale Centrale di Roma, la Sociedad Bibliográfica de América, la Koninklijke Bibliotheek en La Haya y la Biblioteca Real de Bélgica en Bruselas. 
Los catálogos abreviados más importantes son el internacional Universal Short Title Catalogue (USTC), que cubre los siglos XV y XVI, el catálogo inglés ESTC (1473-1800) y el Short Title Catalog Netherlands (STCN) para impresiones holandesas entre 1540 y 1800. 
En España, se publican catálogos de los incunables de la Biblioteca Nacional.

## Estructura de los registros
Como para el GW, hay un registro por edición. Las variantes dentro de una misma edición se informan mediante notas. Los campos son el autor, el título, fecha y lugar de la impresión, y el formato. En la medida del posible, una representación uniforme se investiga, lo que implica el uso de nombres estandarizados para los autores y los impresores — lo que no siempre fácil era fácil especialmente cuando todavía los nombres latinizados estaban en uso. El lugar están nombrados en inglés contemporáneo, y las fechas representadas según el uso moderno: así, «Venetiis in aedibus Aldi Romani mense Iulio M. IID.» se traduce «Venice: Aldus Manutius, Romanus, July 1498».